# اللواء 33 مدرع (اليمن)
اللواء 33 مدرع هو لواء مدرع يمني تشكل في 1 فبراير 1980 بأسم «اللواء الثاني مدرع»، كثاني لواء عسكري في الجيش اليمني بعد ثورة 26 سبتمبر، وضم بعدها إلى سلاح الفرقة الأولى مدرع، وتم ضمه للمنطقة العسكرية الجنوبية في 6 أغسطس 2012. يتمركز اللواء حالياً في محافظة الضالع، وكان قبلها في محافظة تعز.
في 6 يونيو 2015 أصدر الرئيس عبد ربه منصور هادي قرار بتعيين العميد الركن علي مقبل صالح قائداً للواء 33 مدرع، خلفاً لعبد الله ضبعان الذي لا يزال فعلياً يقود اللواء حيث يعتبر من المواليين للحوثيين وعلي عبد الله صالح خلال أحداث الحرب الأهلية اليمنية.

## تاريخ
كان اللواء يعرف بأسم «اللواء الثاني مدرع» عند تأسيسة في فبراير 1980 وتغير أسمه إلى «اللواء 33 مدرع».

## قادة اللواء
| م | القائد                      | بداية        | نهاية | المدة | فترة الرئيس                          |
| - | --------------------------- | ------------ | ----- | ----- | ------------------------------------ |
|   | الرائد صالح علي أحمد الظنين | 2 يناير 1983 |       |       | علي عبد الله صالح                    |
|   | العميد عبد الله ضبعان       |              |       |       | علي عبد الله صالح عبد ربه منصور هادي |
|   | العميد الركن علي مقبل صالح  | 6 يونيو 2015 | حالياً |       | عبد ربه منصور هادي                   |